# Joseph Müller-Blattau

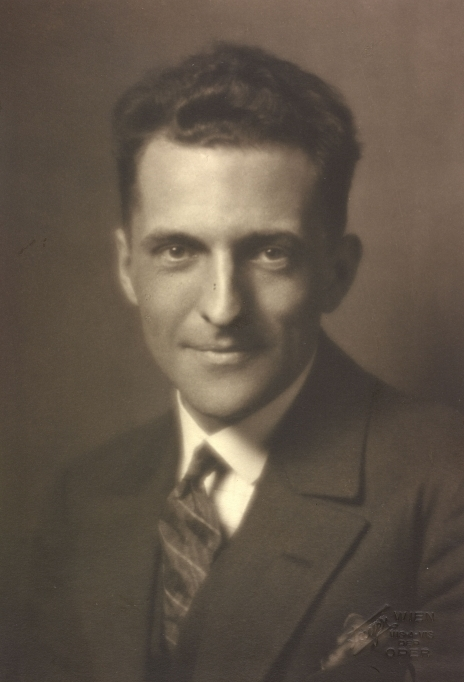
Joseph Müller-Blattau in 1927

Joseph Maria Müller-Blattau (Colmar, 21 mei 1895 – Saarbrücken, 21 oktober 1976) was een Duits musicoloog.
Joseph Müller-Blattau studeerde aan de Albert-Ludwigs-Universiteit te Freiburg. Hij kreeg er les van Wilibald Gurlitt.
Hij gaf les aan de Universiteit van Königsberg en dan aan de universiteit van Saarland te Saarbrücken. Hij schreef 95 publicaties. Hij schreef in 1938 het boek Germanisches Erbe in deutscher Tonkunst. Dit boek werd in samenwerking met SS- en Hitlerjugend organisaties gepubliceerd.
Feit is dat hij sympathiseerde met racistische en expansionistische denkbeelden van de Nazi's.
Zijn zoon Wendelin Müller-Blattau (1922–2004) werd ook musicoloog.